# Kontiojärvi (sjö i Finland, Lappland, lat 68,43, long 23,15)
Kontiojärvi är en sjö i Finland. Den ligger i kommunen Enontekis i landskapet Lappland, i den norra delen av landet, 900 km norr om huvudstaden Helsingfors. Kontiojärvi ligger 310,5 meter över havet. Arean är 40,5 hektar och strandlinjen är 5,6 kilometer lång. Sjön  ingår i Torne älvs huvudavrinningsområde. 